# Jorge Orellana
Jorge Oswaldo Orellana Vimos (Quito, 24 januari 1947) is een voormalig voetbalscheidsrechter uit Ecuador, die jarenlang actief was in de Campeonato Ecuatoriano de Fútbol. Hij leidde meerdere duels in de Copa Libertadores in de periode 1980-1993. Hij was verder actief bij het WK voetbal –17 (1991) in Italië.

## Interlands
| Datum             | Wedstrijd                | Uitslag | Competitie        | Kreeg geel | Kreeg voor de tweede keer geel en dus rood | Weggestuurd |
| ----------------- | ------------------------ | ------- | ----------------- | ---------- | ------------------------------------------ | ----------- |
| 14 februari 1981  | Ecuador – Brazilië       | 0 – 6   | Vriendschappelijk | ?          | ?                                          | ?           |
| 26 juli 1983      | Ecuador – Colombia       | 0 – 0   | Vriendschappelijk | ?          | ?                                          | ?           |
| 2 juni 1985       | Venezuela – Peru         | 0 – 1   | WK-kwalificatie   | ?          | ?                                          | ?           |
| 17 juni 1989      | Costa Rica – El Salvador | 1 – 0   | WK-kwalificatie   | 6          | 0                                          | 1           |
| 25 juni 1991      | Ecuador – Peru           | 2 – 2   | Vriendschappelijk | ?          | ?                                          | ?           |
| 29 augustus 1993  | Argentinië – Paraguay    | 0 – 0   | WK-kwalificatie   | 4          | ?                                          | ?           |
| 25 mei 1994       | Ecuador – Argentinië     | 1 – 0   | Vriendschappelijk | ?          | ?                                          | ?           |
| 21 september 1994 | Ecuador – Peru           | 0 – 0   | Vriendschappelijk | ?          | ?                                          | ?           |
| 15 augustus 1996  | Ecuador – Costa Rica     | 1 – 1   | Vriendschappelijk | ?          | ?                                          | ?           |